# Biserica reformată din Mărcușa
Biserica reformată din Mărcușa este un monument istoric aflat pe teritoriul satului Mărcușa; comuna Catalina. În Repertoriul Arheologic Național, monumentul apare cu codul 64185.03.

## Imagini din exterior

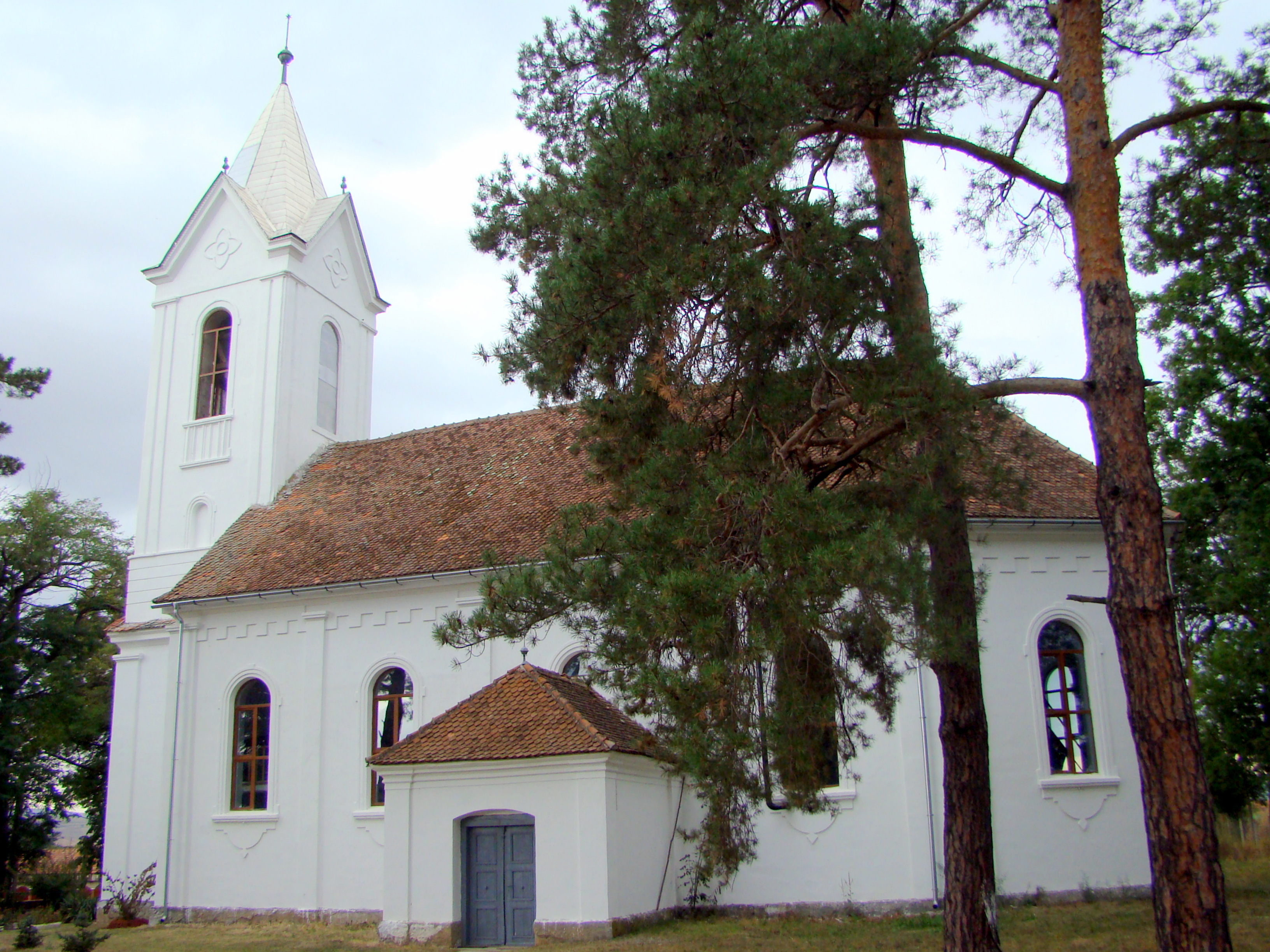
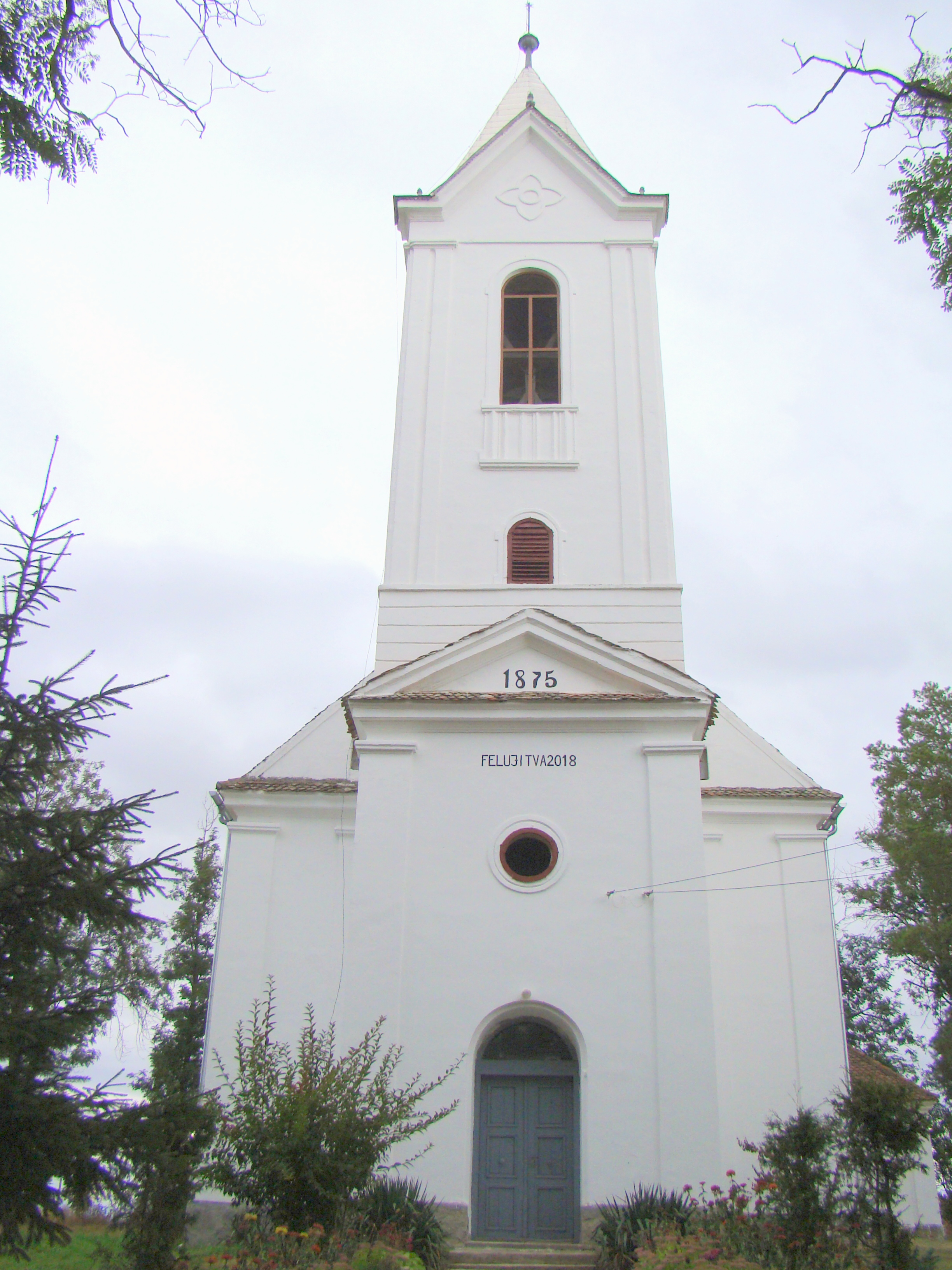
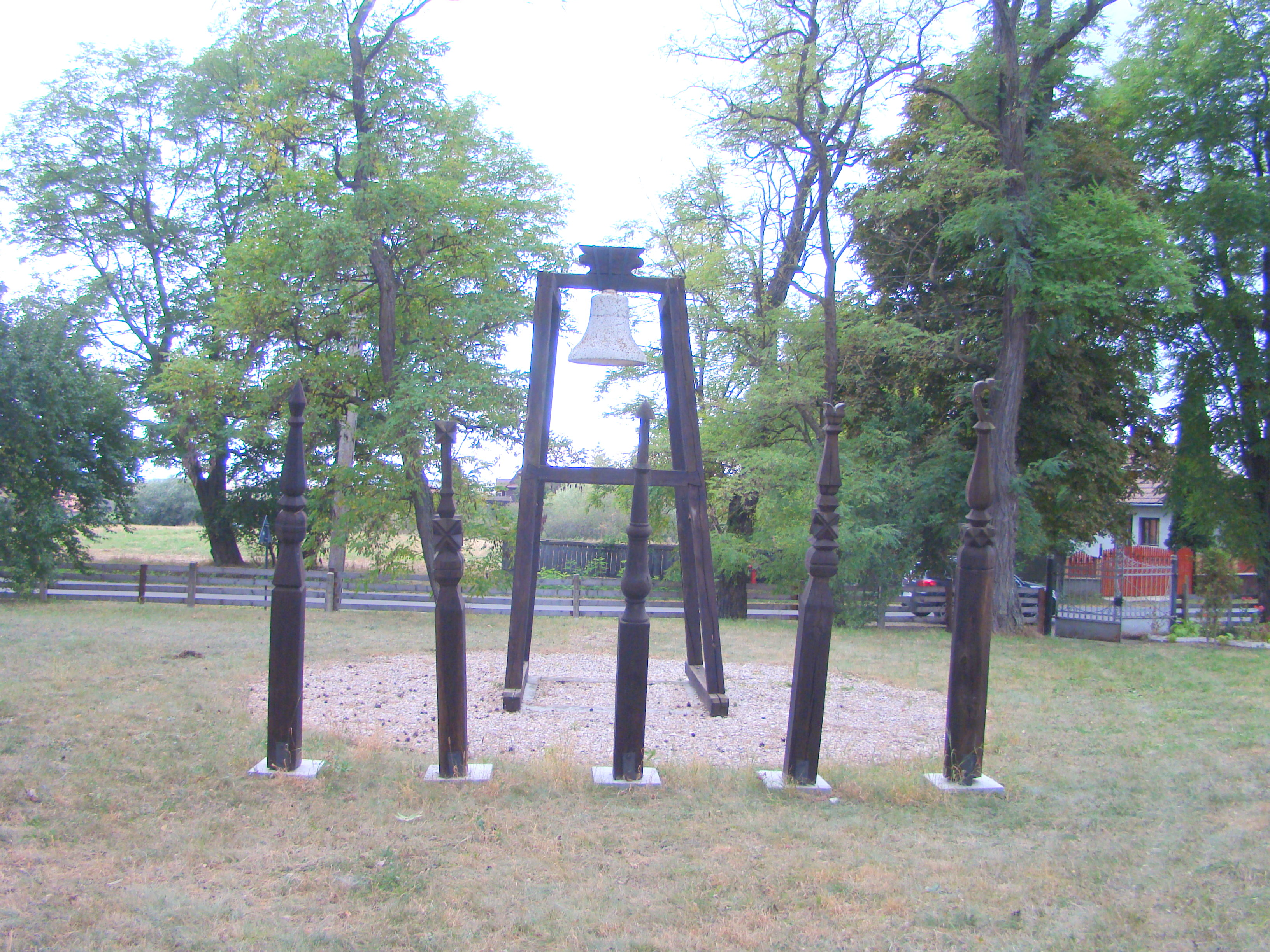
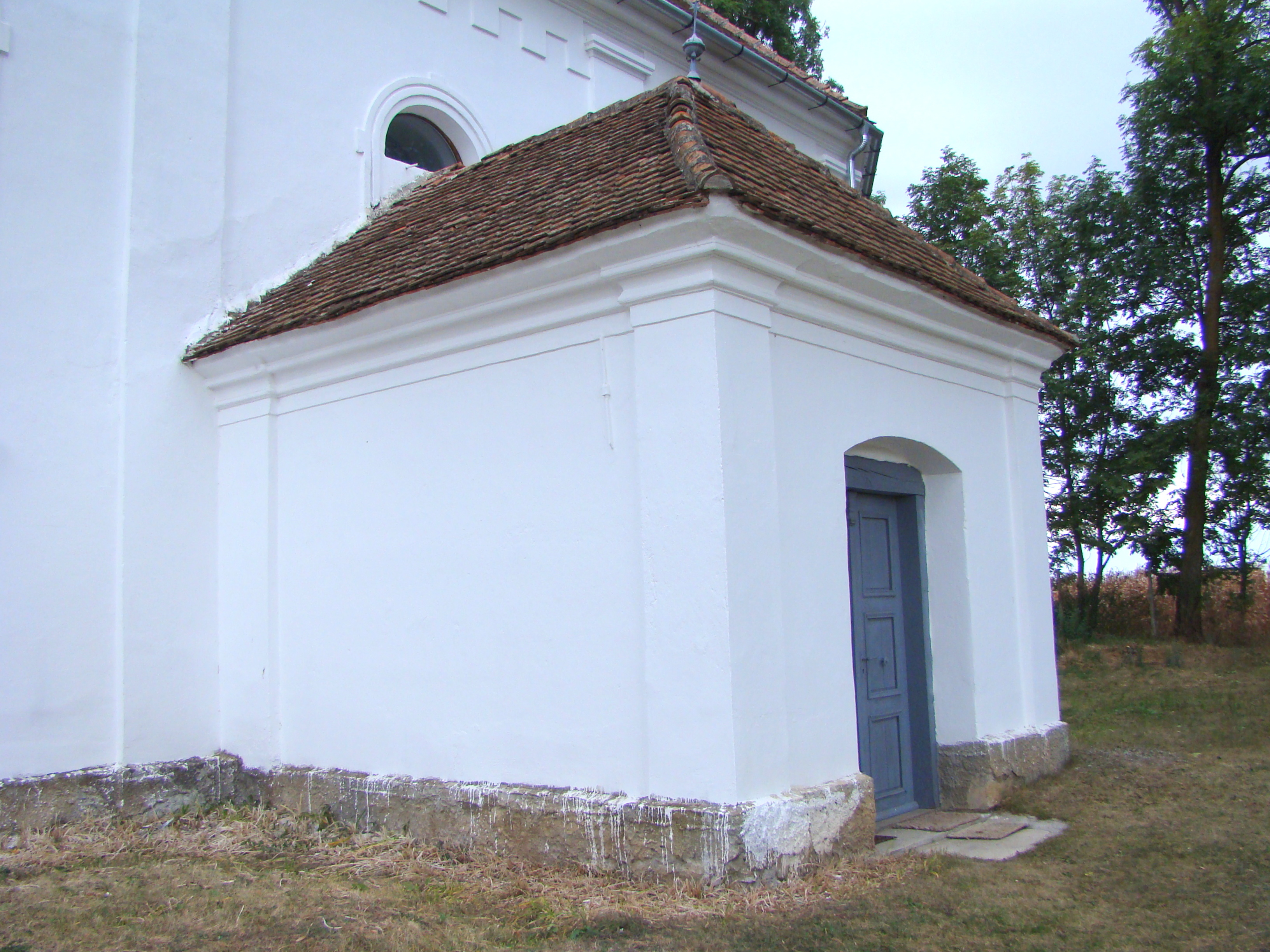
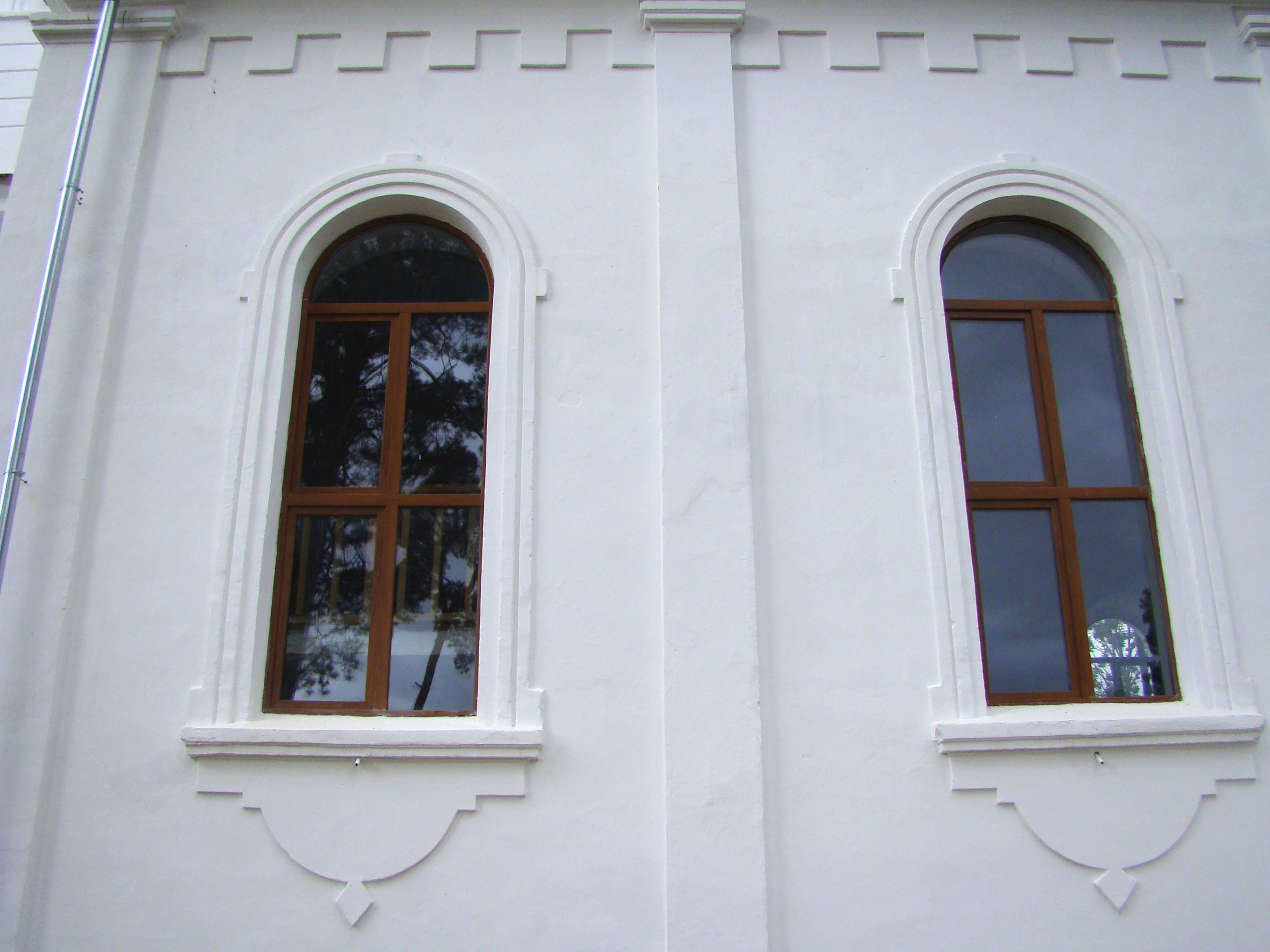
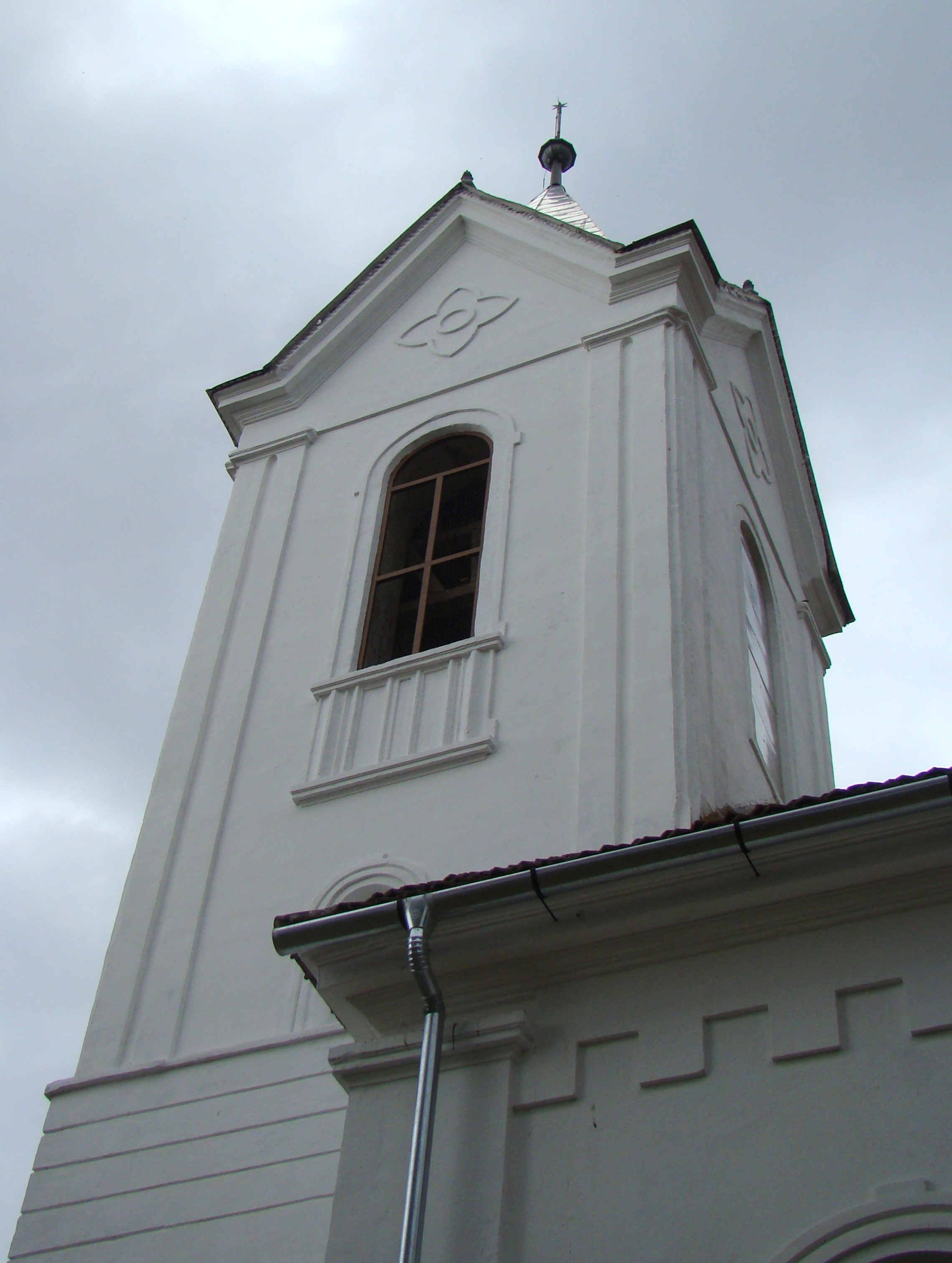
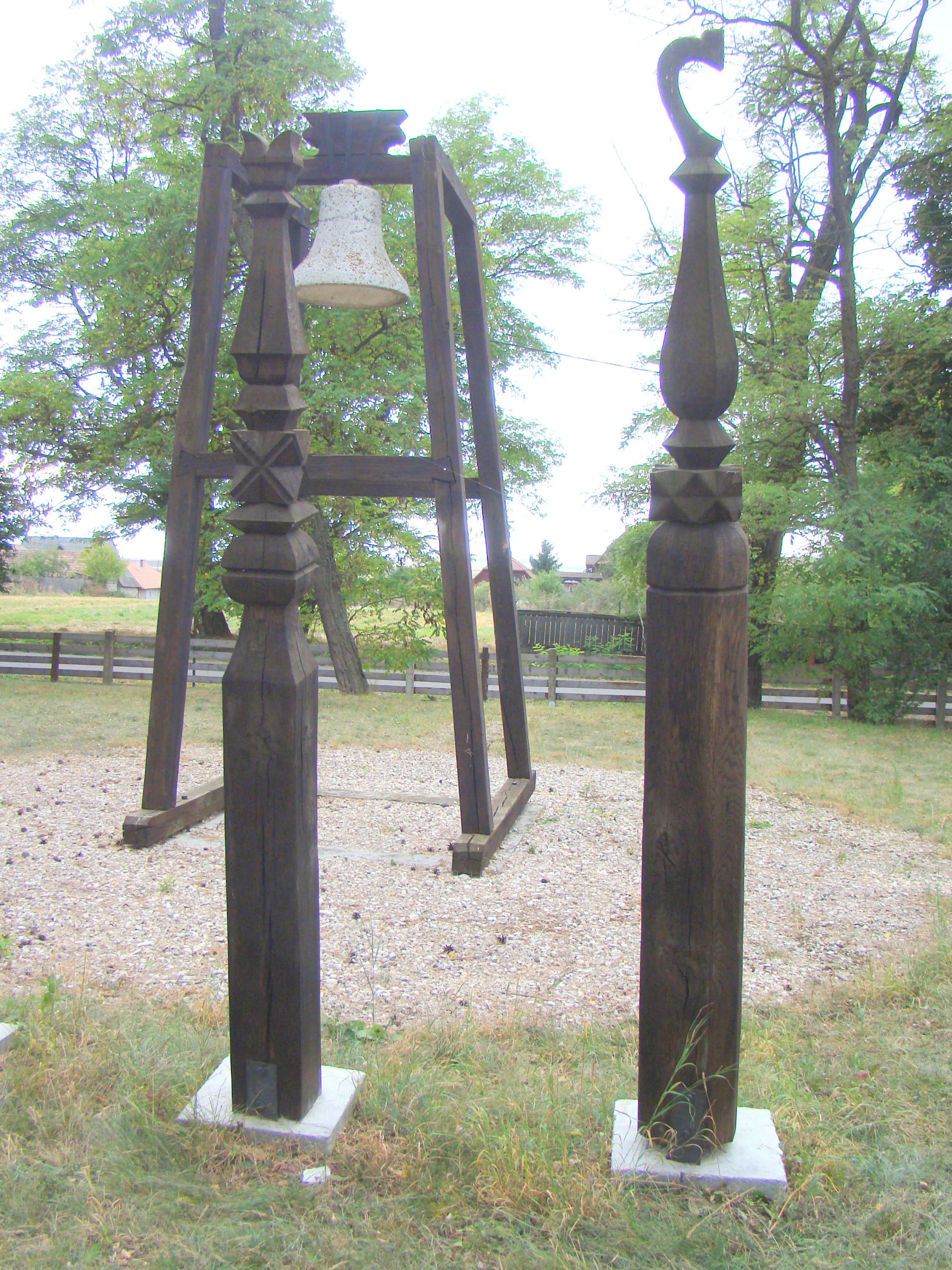
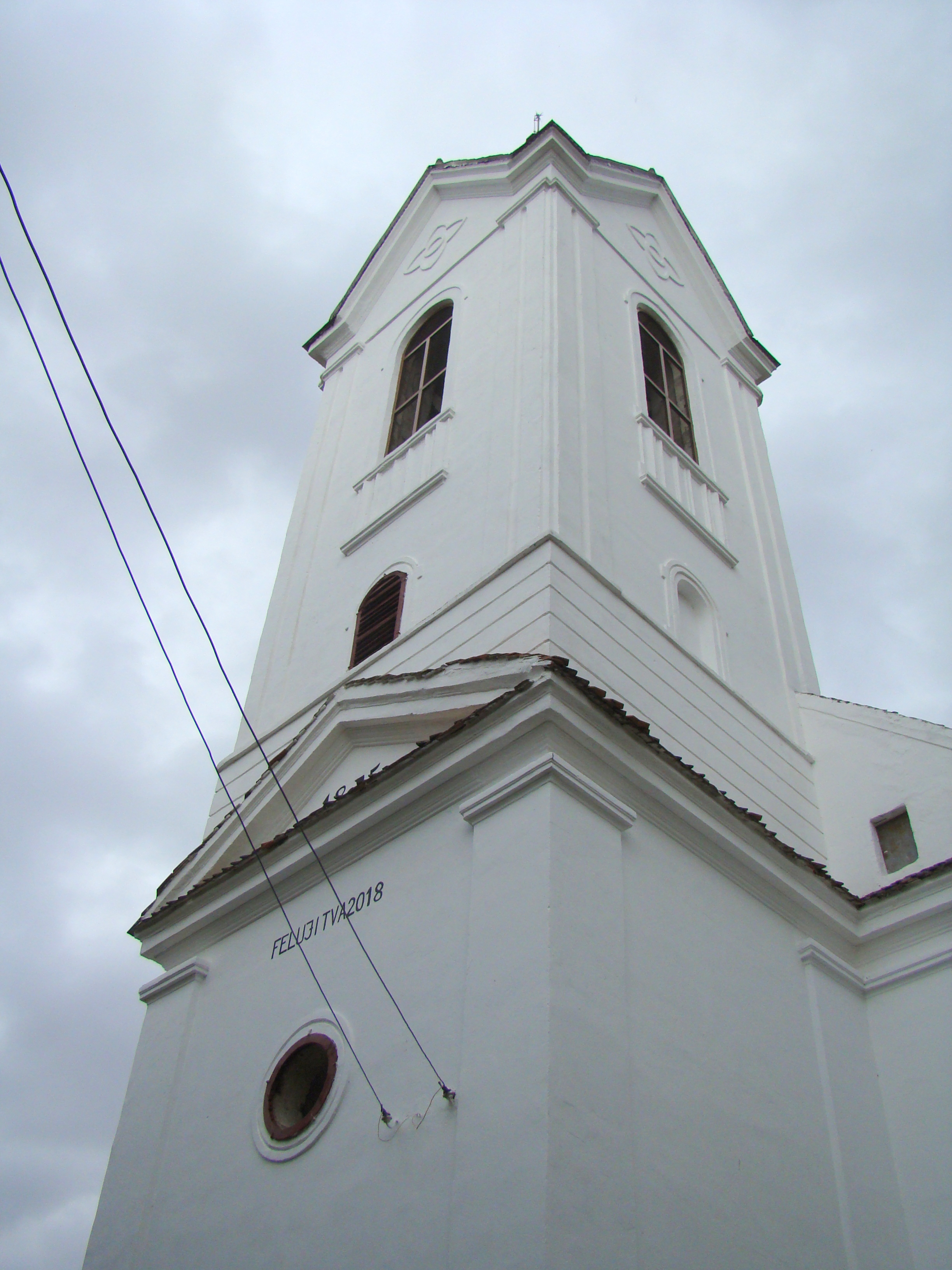
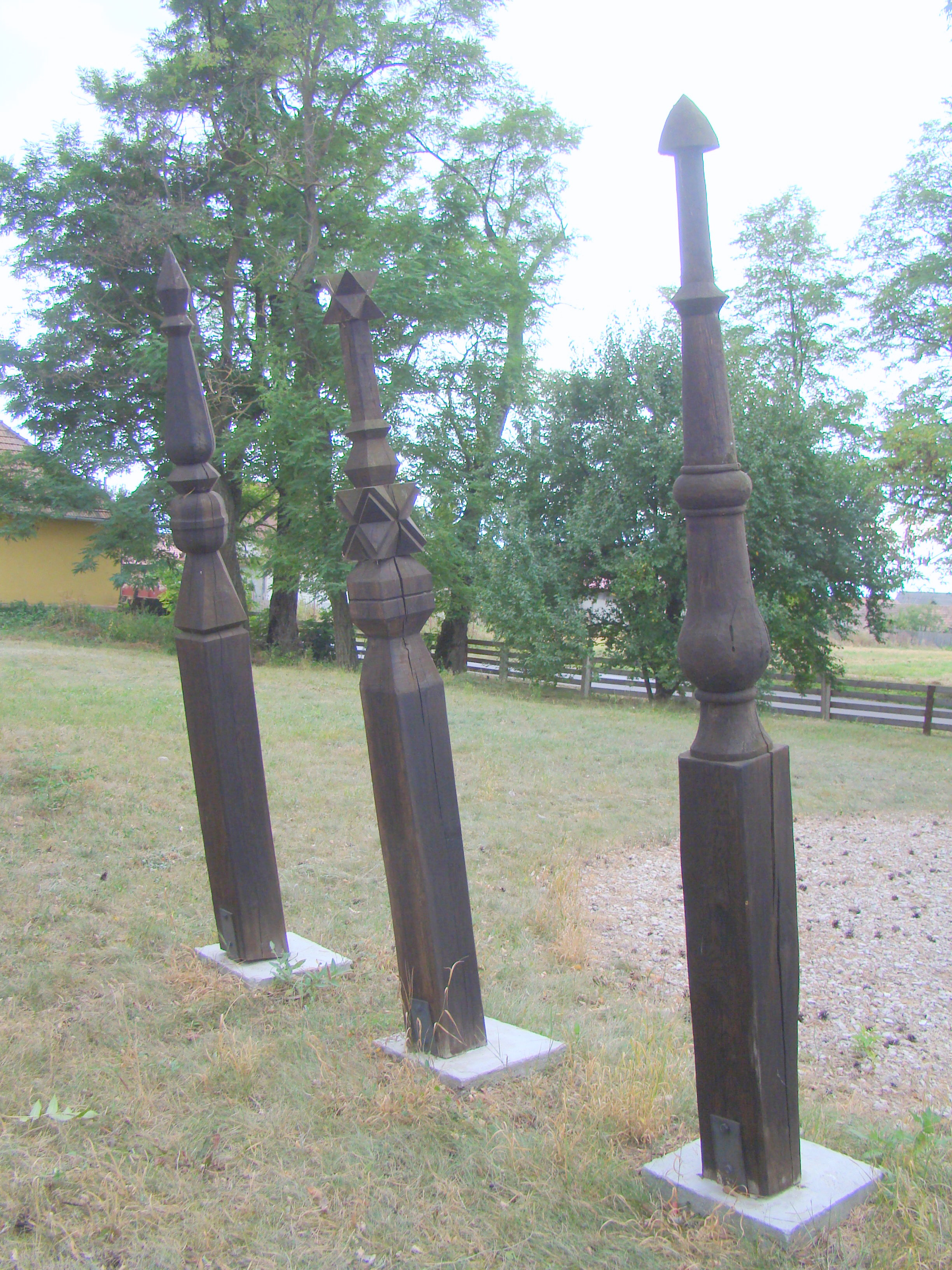
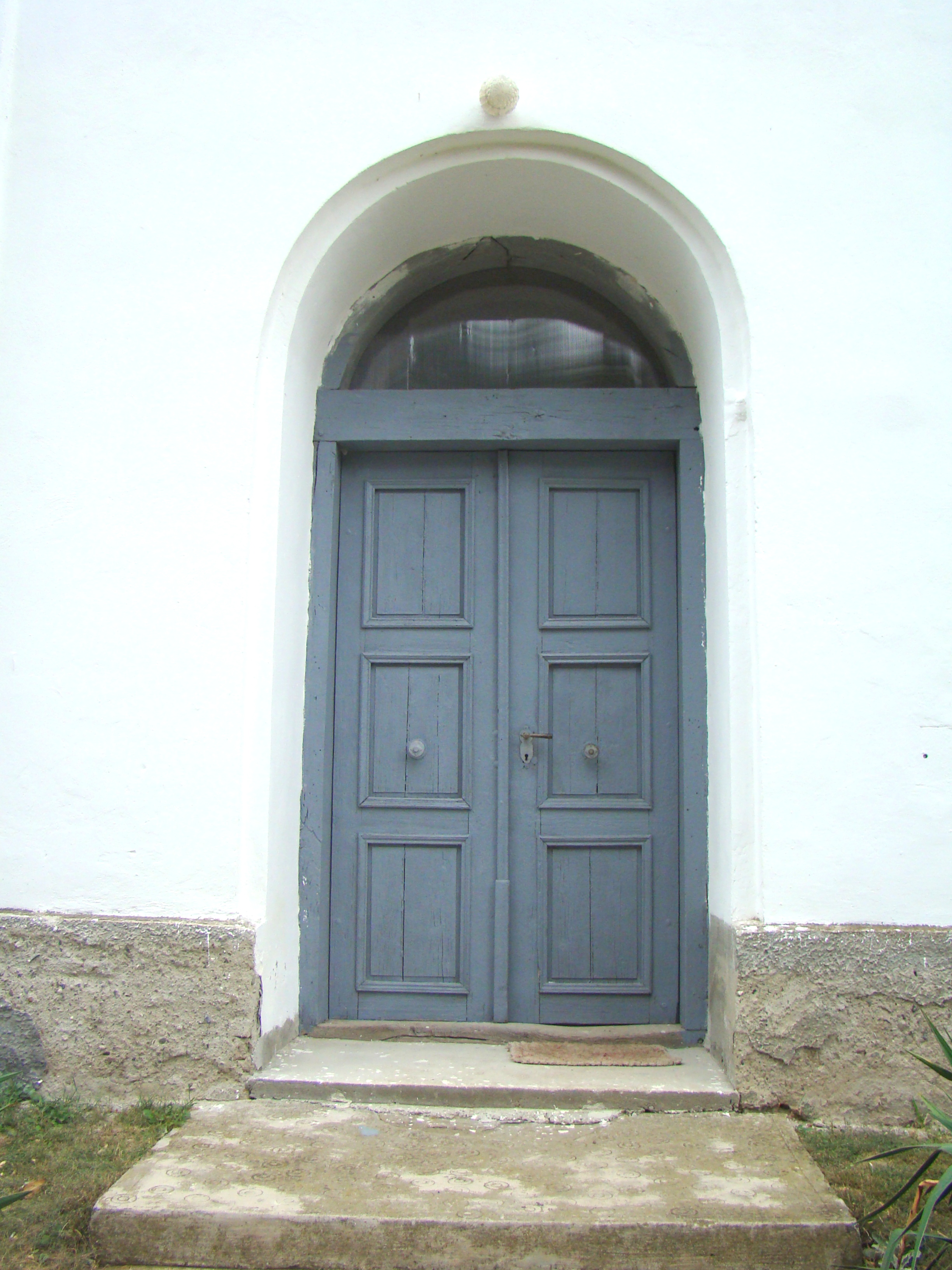
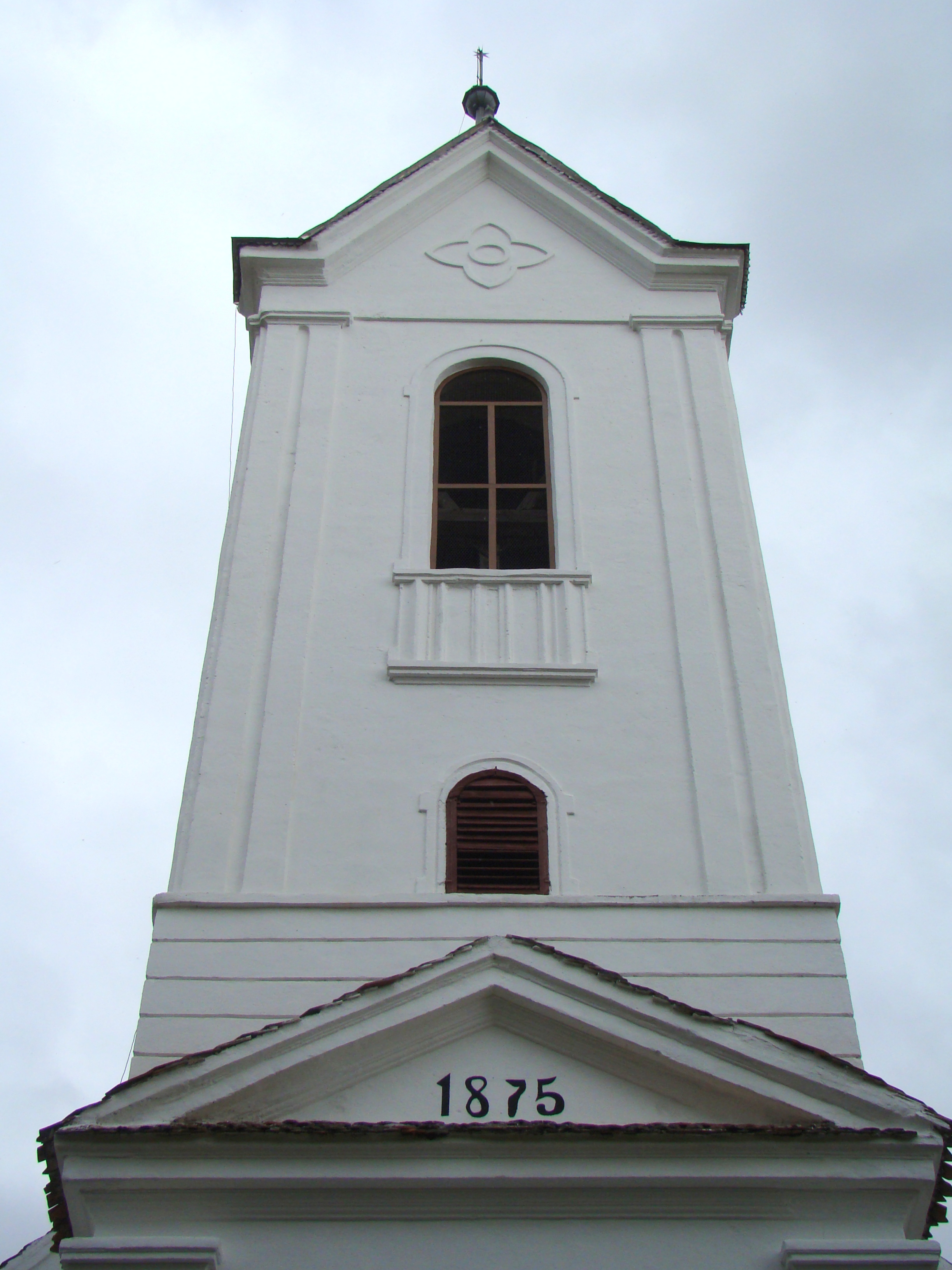
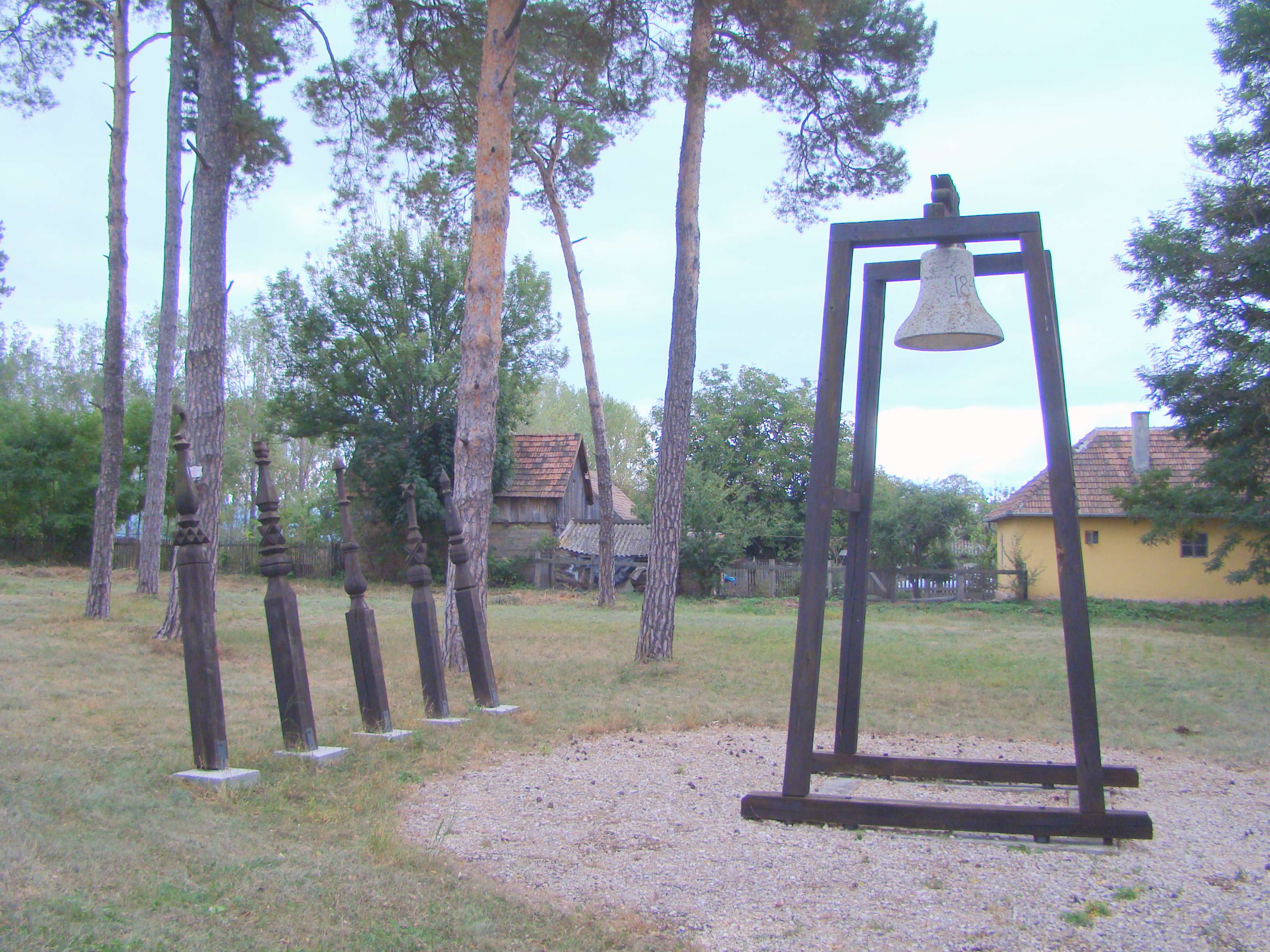
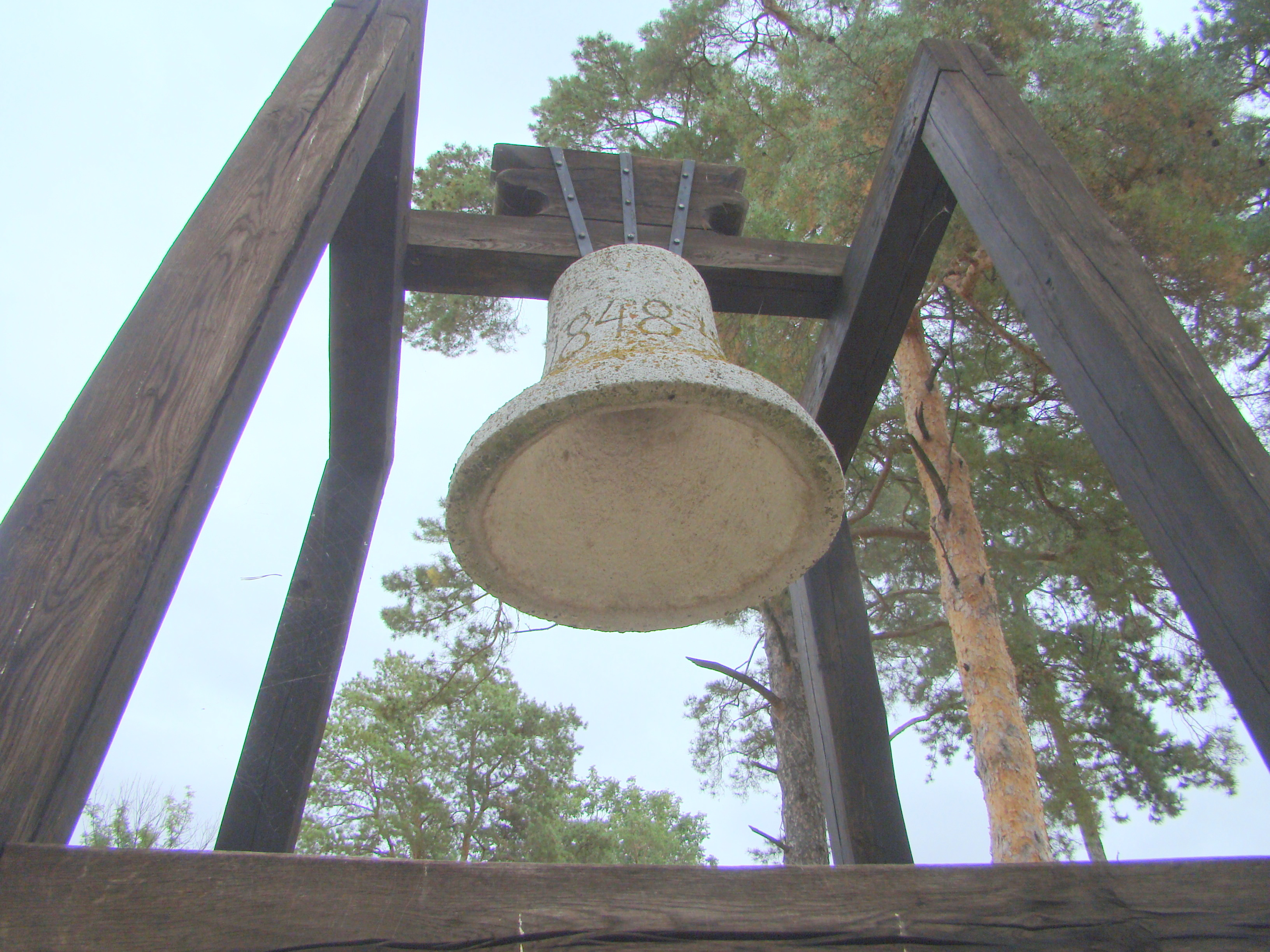
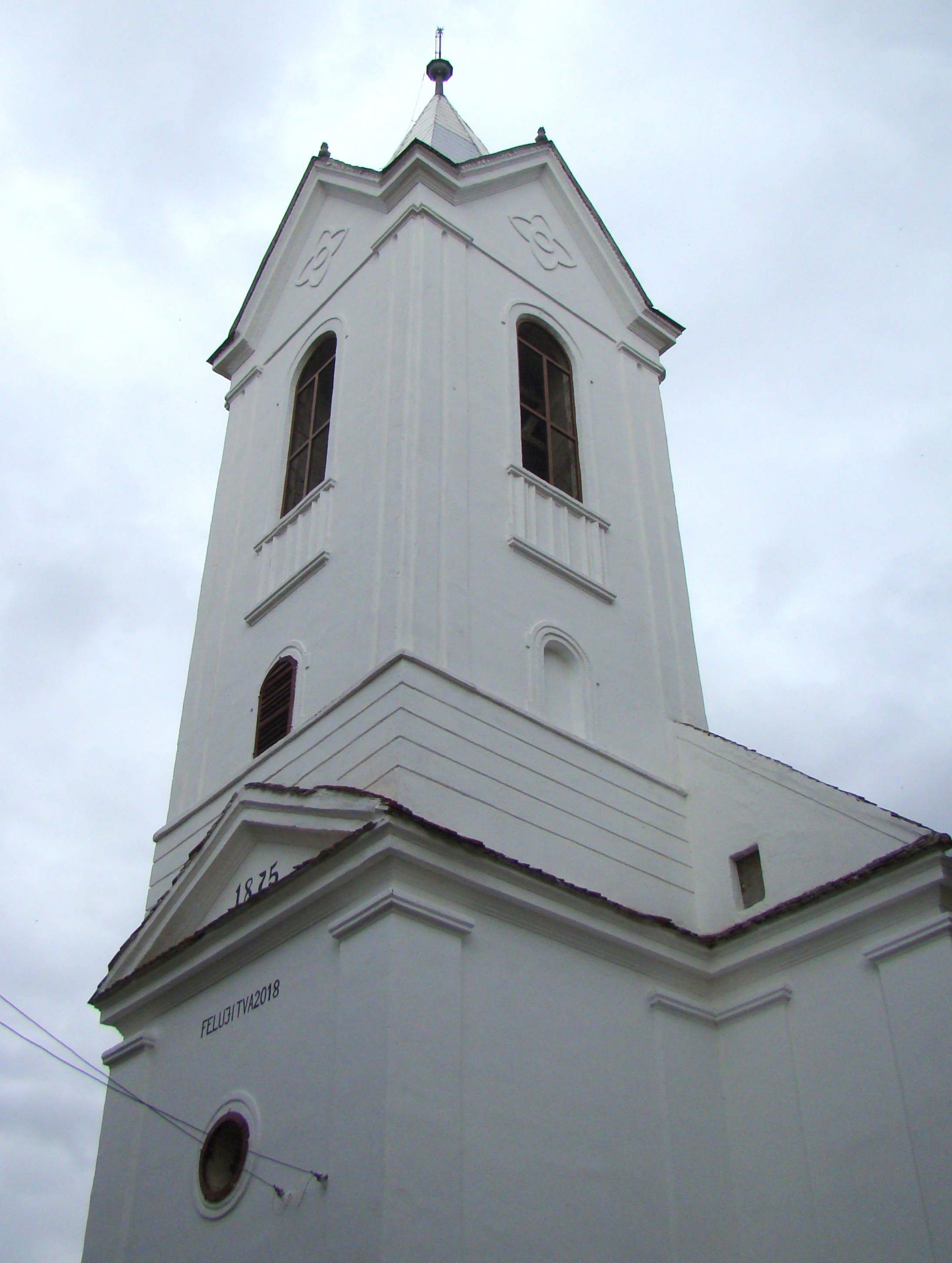
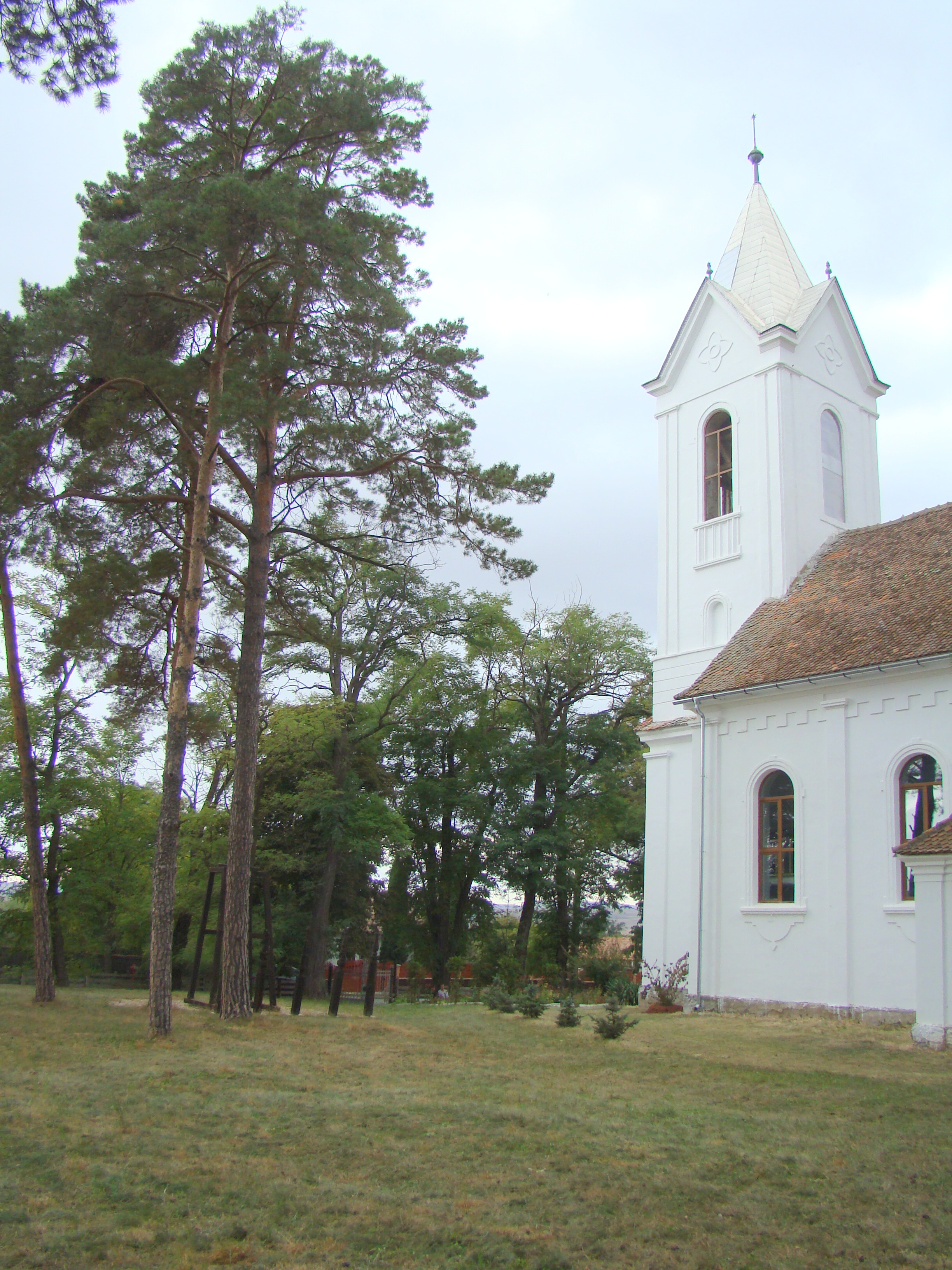
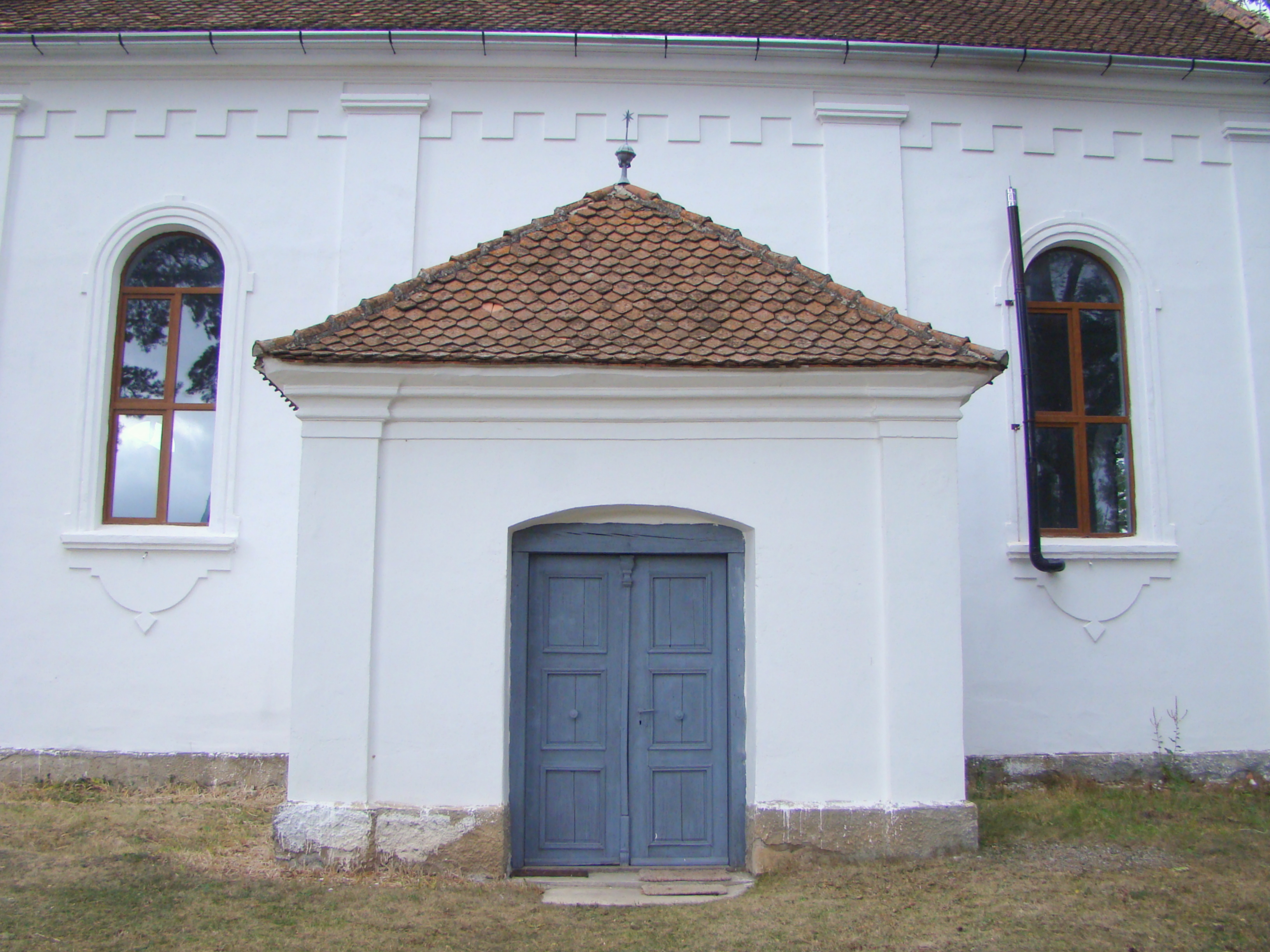

## Localitatea
Mărcușa (maghiară Kézdimárkosfalva) este un sat în comuna Catalina din județul Covasna, Transilvania, România. Se află în partea central-estică a județului, în Depresiunea Târgu Secuiesc. Prima atestare documentară este din anul 1332, sub numele de Marci.

## Biserica
Biserica reformată din Mărcușa a fost construită în 1875 pe locul bisericii medievale. În vechiul cimitir există multe pietre tombale frumoase din secolul al XIX-lea, între care cea a lui Lajos Bodola (1825-1897), luptător pentru libertate în 1848-49.

## Vezi și
- Mărcușa, Covasna